# Keitele
Cet article possède un paronyme, voir Keitel.
Keitele est une municipalité du centre de la Finlande, dans la région de Savonie du Nord.

## Géographie
Située à environ 100 km de la capitale régionale Kuopio, la commune est en bordure nord de la région des lacs. Elle compte 216 km de berges, mais se situe pourtant en dehors des zones de vacances traditionnelles (tout juste 450 maisons de vacances, la commune est trop loin des grandes villes). Le lac le plus important est le Nilakka.
La municipalité, longue bande très allongée, est bordée par Pielavesi (est), Tervo (sud-est) et Vesanto (sud) en Savonie du Nord, mais aussi par Viitasaari et Pihtipudas en Finlande-Centrale (à l'ouest).

## Démographie
Depuis 1980, l'évolution démographique de Keitele est la suivante, :
| Année      | 1980  | 1985  | 1990  | 1995  | 2000  | 2005  |
| ---------- | ----- | ----- | ----- | ----- | ----- | ----- |
| population | 3 346 | 3 357 | 3 309 | 3 201 | 2 972 | 2 760 |

| Année      | 2010  | 2015  | 2020  |
| ---------- | ----- | ----- | ----- |
| population | 2 542 | 2 379 | 2 203 |

## Administration

### Conseil municipal
| Parti     | Parti                  | Sièges 2017-2021 | Sièges 2021–2025 | D.     |
| --------- | ---------------------- | ---------------- | ---------------- | ------ |
|           | Parti du centre        | 10               | 9                | 1      |
|           | Vrais finlandais       | 3                | 4                | 1      |
|           | Parti social-démocrate | 2                | 2                | Stable |
|           | Alliance de gauche     | 2                | 1                | 1      |
|           | Chrétiens-démocrates   | 1                | 1                | Stable |
|           | Coalition nationale    | 1                | 1                | Stable |
|           | Ligue verte            | -                | 1                | 1      |
| Sources : |                        |                  |                  |        |

## Transports
La route la plus importante qui traverse la municipalité et le village est la Route bleue, localement appelée kantatie 77.
Cette route touristique venue de Norvège continue jusqu'au Lac Onega en Russie.
Par les voies navigables, on peut aller de Keitele à travers plusieurs lacs et le canal de Keitele jusqu'au lac Päijänne.
Depuis le village de Keitele, les distances par la route sont: Viitasaari à 41 kilomètres, Iisalmi à 82 kilomètres, Kuopio à 100 kilomètres et Helsinki à 430 kilomètres.
La gare la plus proche se trouve à Lapinlahti (79 km).
Le port maritime le plus proche est à Kokkola (210 km).
L'aéroport le plus proche est l'aéroport de Kuopio.

## Personnalités
- Mikko Härkin, claviériste